# Chiesa di Sant'Eusebio (Roma)
La chiesa di sant'Eusebio è un luogo di culto cattolico monastico di Roma (Rione Esquilino), dedicata all'oscuro martire del IV secolo Eusebio di Roma.
L'edificio, attualmente in posizione seminascosta, è incastrato fra i palazzi del Piano regolatore del 1873 nell'angolo fra piazza Vittorio Emanuele II e via Napoleone III. Chiesa titolare e parrocchia, ma non basilica minore, è uno dei monumenti cristiani più insigni del Rione.

## Storia

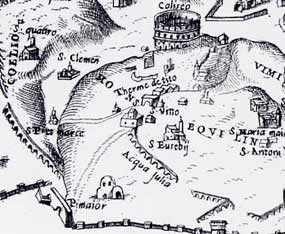
La chiesa di sant'Eusebio nel contesto dell'Esquilino in una mappa del 1567

Si ritiene tradizionalmente che la costruzione insista sulla domus del prete romano Eusebio (circa 319-357?), strenuo oppositore dell'arianesimo, condannato dall'imperatore Costanzo II a morire di fame rinchiuso in una stanza della propria abitazione.
L'epitaffio di un clericus trovato nelle catacombe dei Santi Marcellino e Pietro ad duas Lauros dell'anno 474 è il documento più antico menzionante il titulus di Eusebio, ma il graffito funerario del lettore Olympus ne indizia la costruzione già nel IV secolo, probabilmente per volontà del pontefice Liberio (352-366) che, secondo la tradizione, lo consacrò nel 357; il titulus Eusebii è anche ricordato nel 494 nel "Catalogo gelasiano" e i suoi presbyteri risultano fra i sottoscrittori dei sinodi romani del 499 e del 595.

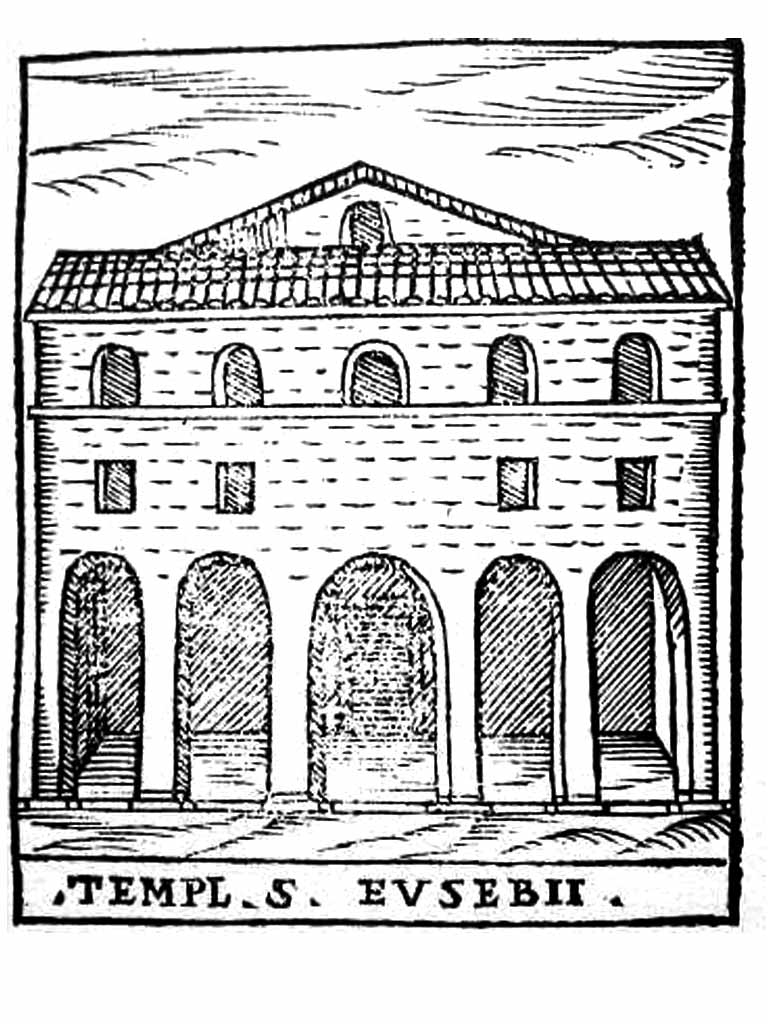
Incisione di Girolamo Franzini, da Le cose meravigliose dell'alma città di Roma, 1588

Il titolo divenne chiesa intorno al 745, ampiamente restaurato per opera di papa Zaccaria (741-752) a seguito del crollo del tetto.
Una memoria altomedievale è contenuta per l'anno 921 nel Chronicon di Benedetto di Sant'Andrea del Soratte e riferisce della ecclesia sancti Eusebii iuxta macellum parvum ("presso il mercato piccolo"), ovvero il Macellum Liviae realizzato sotto Augusto. La chiesa è inoltre menzionata al nº 12 nel catalogo di Cencio Camerario della fine del XII secolo.
Altri restauri dell'edificio sono attestati tra l'VIII e la fine del IX secolo sotto i papi Adriano I, Leone IV, Gregorio IV e Niccolò I; esso fu nuovamente riedificato da Onorio III (1216-1227). A questo periodo risale l'aggiunta del campanile.
Nel 1238, dopo una ricostruzione a fundamentis, la chiesa fu consacrata da papa Gregorio IX (1227-1241) e dedicata in honore beatorum Eusebii et Vincentii, come ricorda un'epigrafe ora nel portico della chiesa.
L'11 giugno 1289 papa Niccolò IV (1288-1292) concesse la chiesa a Pietro del Morrone, futuro papa Celestino V, ma i monaci celestini dovevano averla quasi abbandonata nei primi anni del XIV secolo se il "Catalogo di Torino" riporta la presenza di soli venticinque frati nel complesso.
In un documento del 1323 conservato nell'Archivio di Stato di Roma la chiesa viene detta S. Eusebii de montibus.
Nel 1470, sotto papa Paolo II, nel monastero annesso alla chiesa fu impiantata una delle prime stamperie di Roma, forse da Georg Lauer, dove furono impresse tra le altre opere le Homiliae super Iohannem di Giovanni Crisostomo latinizzate da Francesco Griffolini.

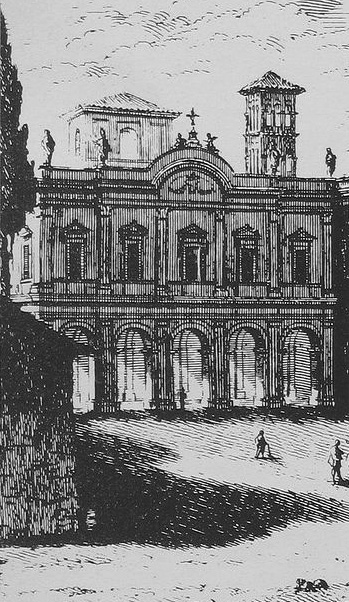
Giuseppe Vasi, 1753

Nel 1627 il luogo di culto fu elevato da priorato ad abbazia. L'abate Ludovico Bellori così lo descrive nello "Stato temporale delle Chiese di Roma" (1662): È della congreg. celestina dell'ordine di s. Benedetto. È situata nel rione dei Monti; è nominata fra i monasteri celestini nella bolla di s. Pietro Celestino V data in Aquila alli 27 di settembre 10 del suo pontificato. La chiesa ha tre altari e 2 sepolture. Possiede molti horti, Grangìe tra la quale una fuori di Ferentino donata da s. Pio V in breve 1 febr. 1568. Possiede case, cappelle in Roma, in Albano, censi, canoni, luoghi di monti, alberi, vigne ecc. ...con un'entrata di sc. 1608: 80. Nel monastero furono prefissi nell'anno 1627, per decreto del capitolo generale in esecuzione della bolla di Urbano VIII di prefissare il numero, religiosi sacerdoti 8, conversi 4, serventi secolari 2. Di più vi sono otto studenti et un lettore.
Il monastero fu soppresso nel 1810 dall'amministrazione francese e la chiesa passò ai gesuiti per decisione di papa Leone XII dopo lo scioglimento dell'ordine dei celestini.
Il luogo di culto rimase titulus fino al pontificato di papa Gregorio XVI (1831-1846) che lo attribuì alla chiesa di San Gregorio al Celio; lo fu di nuovo sotto papa Pio IX (1846-1878).
Nel 1873 i Gesuiti furono espulsi dal monastero, espropriato dallo Stato italiano a seguito dell'entrata in vigore delle Leggi eversive del clero.
Il 12 marzo 1888 la chiesa fu dichiarata parrocchia sussidiaria di quella della Basilica di Santa Maria Maggiore dal cardinale vicario Lucido Maria Parocchi e, infine, da quest'ultimo eretta parrocchia e affidata al clero secolare di Roma. Il territorio è stato desunto da quello di Santa Maria Maggiore.
L'8 dicembre 1930 vi si costituì la futura congregazione delle Figlie della Madonna del Divino Amore.
È tradizione che il 17 gennaio di ogni anno, in occasione della ricorrenza di sant'Antonio abate, presso la chiesa di sant'Eusebio si celebri il rito della benedizione degli animali, qui spostato dalla chiesa di Sant'Antonio Abate all'Esquilino nel XX secolo per motivi di ordine pubblico.

## Descrizione

### Esterno

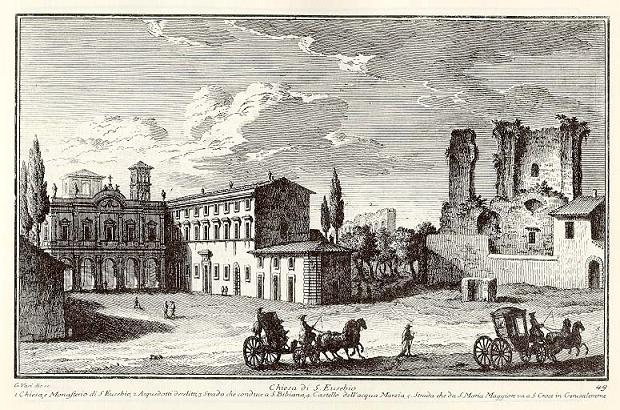
La chiesa di sant'Eusebio e il monastero, presso i "Trofei di Mario" (a destra), in una veduta di Giuseppe Vasi, 1753

La chiesa appare oggi rialzata rispetto al piano stradale, collegata con esso mediante una scalinata a doppia rampa. Tale assetto è conseguente ai lavori di urbanizzazione di fine XIX secolo per il nuovo quartiere Esquilino. Le antiche incisioni, come quella di Giuseppe Vasi (1753), mostrano la situazione di partenza, antecedente ai lavori del 1877-1880 per l'impianto di piazza Vittorio Emanuele II, che comportarono ampie movimentazioni di terreno e la cancellazione della viabilità originaria. Prima della fine del XIX secolo la chiesa si trovava, infatti, sul punto di giunzione fra quattro importanti assi viari oggi scomparsi: la via di santa Bibiana, la via Labicana, la strada Felice e la via/vicolo di san Matteo in Merulana.
La chiesa medievale era di tipo basilicale, ripartita in tre navate da quattordici colonne di marmo pregiato, con transetto e portico all'ingresso. L'altare maggiore, rialzato di sei gradini, era coperto da un ciborio sostenuto da quattro colonne. I muri erano adorni di affreschi raffiguranti scene dell'Antico e del Nuovo Testamento, fra i quali molti fatti eseguire da un certo cardinale Roberto, titolare della chiesa. Fra questi affreschi si conservavano ancora alla fine del XVI secolo quelli raffiguranti sant'Eusebio e san Vincenzo su un pilastro di sinistra presso l'altare maggiore assieme all'iscrizione HAEC DESERTA PRIUS VOBIS RENOVATA DUOBUS D. ROBERTUS CARDINALIS. La schola cantorum, rialzata di un gradino rispetto al piano della chiesa, era probabilmente dotata di un pavimento in opus sectile, molto rovinato nel XVI secolo. Una testimonianza di Giovanni Antonio Bruzio (1614-1692) riferisce dell'esistenza di numerose iscrizioni sepolcrali nel pavimento della chiesa, moltissime delle quali da lui trascritte.
Lo stile romanico della costruzione del XIII secolo non è sopravvissuto ai restauri dei secoli XVII, XVIII (1711-1712 e 1750-1759) e XX, che hanno profondamente alterato l'assetto del luogo di culto. Esso resiste soltanto in parte nel campanile a tre ordini di trifore impostate su colonnine, risalente all'epoca di papa Onorio III e appena visibile dall'esterno nella sistemazione attuale di piazza Vittorio Emanuele II.
La facciata attuale della chiesa è frutto della ricostruzione dell'architetto svizzero Carlo Stefano Fontana (circa 1675-1740), nipote del più celebre Domenico. Egli si attenne nella progettazione a principi di notevole sobrietà stilistica, al punto che l'edificio, privo di ogni enfasi di carattere ieratico, sembra assomigliare più a un palazzo che a una chiesa. Al piano terra si sviluppano le cinque arcuazioni del portico, sostenute da pilastri dorici, che diventano ionici al piano superiore. Qui i pilastri inquadrano cinque finestre munite di cornici lisce, sormontate da frontoni mistilinei a linee rette e curve. Il cornicione di coronamento forma un fastigio semitondo nello specchio centrale, ove si trova lo stemma papale di Clemente XII. La chiesa è decorata nella balconata con sculture di santi (due per lato) e angeli inginocchiati (fastigio centrale), mentre il timpano superiore, sormontato da una croce in metallo, è lievemente arretrato rispetto alla facciata falsamente palladiana. Di fatto sono le quattro statue terminali e il timpano arretrato a denunciare il carattere religioso della costruzione, mentre nelle decorazioni dell'arco centrale del portico, nelle cornici e nei timpani delle finestre emergono gli elementi barocchi dell'intervento del Fontana, realizzato fra il 1711 ed il 1712.

### Interno
Lo spazio interno è suddiviso in tre navate: la maggiore, al centro, è separata dalle altre due da archi su pilastri ed è ornata semplicemente con stucchi bianchi e dorati. L'interno è stato ristrutturato nel 1600 da Onorio Longhi, che rinnovò completamente l'area del presbiterio, compresi coro, altare maggiore e i due laterali, e da Nicolò Picconi nel XVIII secolo.

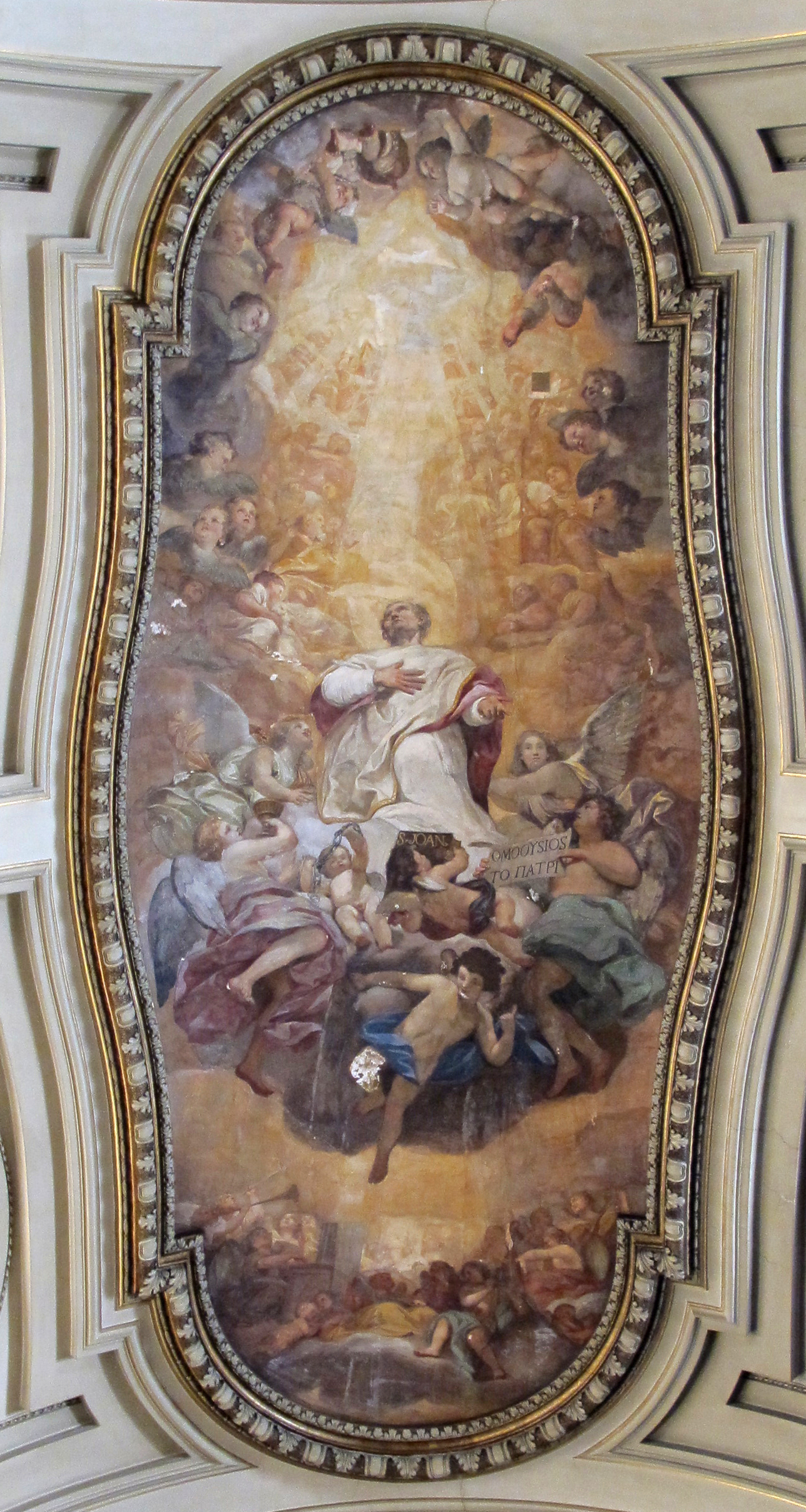
Gloria di Sant'Eusebio, Anton Raphael Mengs, 1757

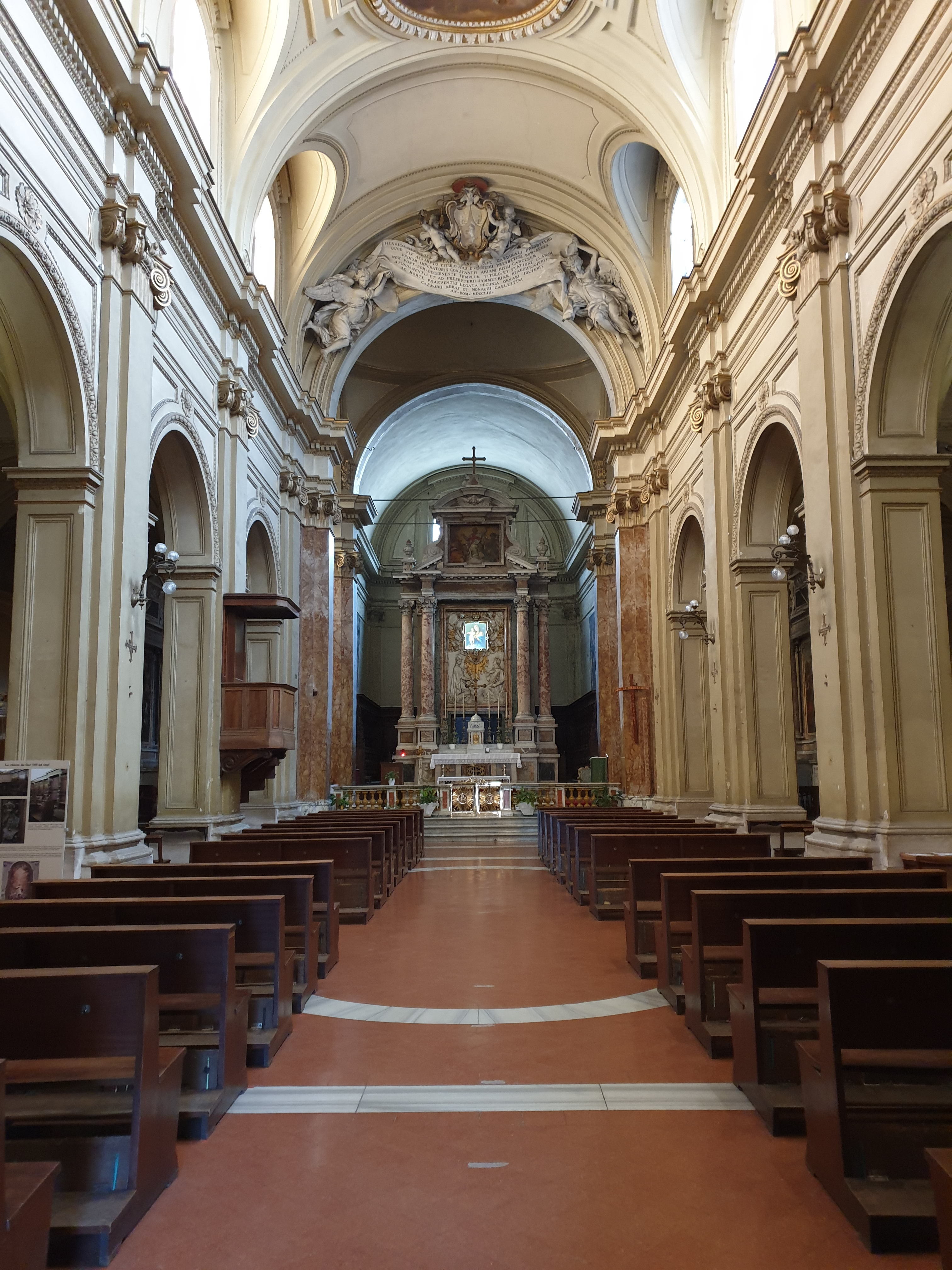
Interno

Un capolavoro neoclassico del pittore Anton Raphael Mengs rappresentante la Gloria di sant'Eusebio (1757) si può ammirare sulla volta della navata principale; l'opera è caratterizzata dalla presenza di un angelo donna, in cui l'artista ha probabilmente idealizzato le sembianze della persona di cui era innamorato. Si tratta di uno dei primi esempi delle nuove tendenze della pittura neoclassica, secondo i dettami sanciti dall'estetica di Johann Joachim Winckelmann. All'interno della chiesa si trovano anche le pitture di Giuseppe Passeri (tra le finestre della navata centrale), Carl Borromäus Andreas Ruthart (coro), Baldassare Croce (Gesù, Maria e santi presso l'altar maggiore), Cesare Rossetti (crocifisso dell'altare maggiore dalla parte del coro), Pompeo Batoni (Madonna col Bambino presso altare maggiore) e Francesco Solimena. Notevole è il coro di legno risalente al XVI secolo, formato da stalli e leggio in noce intarsiato. Gli stucchi e la tinteggiatura all'interno della chiesa sono stati rinnovati nel 1938 dal parroco monsignor Dottarell.
Sotto l'altare maggiore sono forse custodite le reliquie di sant'Eusebio di Bologna, che si ritiene abbia finanziato la costruzione della chiesa già nel IV secolo. Secondo la tradizione le reliquie apparterrebbero a tre santi: Eusebio, Orosio e Paolino. Gli ultimi due, però, compaiono solo nella letteratura medievale e sono certamente da espungere.
Nella chiesa si trovano due organi a canne: quello più antico risale al 1740, è opera di Johannes Conrad Werle ed è situato su cantoria nel braccio destro del transetto entro la cassa di un organo più grande mai realizzato; quello più recente è della ditta Tamburini (opus 154 del 1934 ed è situato sulla cantoria in controfacciata.

### Monastero e chiostro

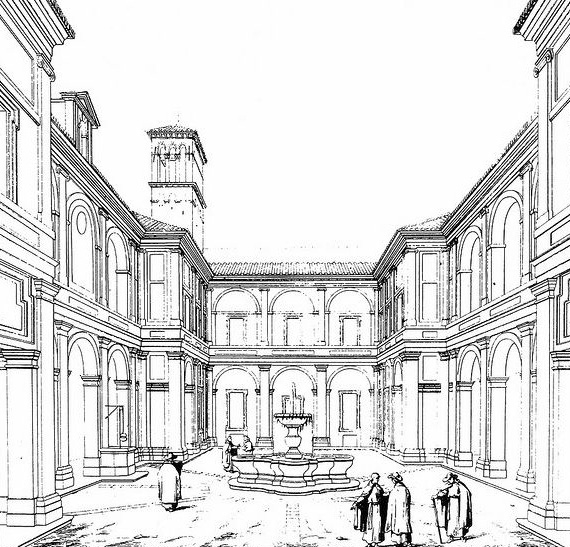
Il chiostro in una incisione di Paul Letarouilly, 1850

Dalla sagrestia si può cogliere distintamente il chiostro del monastero, attribuito all'architetto Domenico Fontana (1543-1607) e realizzato su due ordini di arcate divise da paraste con al centro una fontana.
Attualmente il monastero, dopo gli ampliamenti effettuati nel 1588 e nel 1691 dai padri celestini, si apprezza con le modifiche effettuate in facciata nel 1711 da Carlo Stefano Fontana ed all'interno per il restauro del 1750-1759 opera di Nicolò Picconi. Anch'esso si trova in una posizione più alta di circa quattro metri rispetto alla sede stradale moderna a causa dei lavori di sbancamento eseguiti sull'angolo settentrionale di piazza Vittorio Emanuele II alla fine del XIX secolo. Sempre a seguito delle trasformazioni urbanistiche tardo ottocentesche, esso è stato "amputato" di una porzione per permettere l'apertura della piazza sul lato via Napoleone III. Dal settembre 2001 è sede della "Direzione centrale di sanità" della Polizia di Stato.
Il complesso di sant'Eusebio rientra nell'amministrazione del Fondo Edifici di Culto, posto sotto la gestione diretta del Ministero dell'interno.

### Ritrovamenti archeologici
Francesco de' Ficoroni riferisce che nel 1699 il duca d'Uzedo, ambasciatore di Spagna a Roma, fece un grande scavo non lontano dalla chiesa (davanti ai "Trofei di Mario"), in cui trovò una piccola cappella con immagine ora perduta.
Del primitivo impianto paleocristiano non sembrano conservarsi tracce archeologiche. 
Sotto la chiesa settecentesca sono presenti, ad ogni modo, alcuni resti di una domus romana, sfruttata in parte per la costruzione dell'antico titulus. Le strutture, il cui stile indica una datazione di fine II secolo, si trovano a sud del transetto e dietro l'abside medievale. Si tratta di un muro in opera laterizia (lunghezza circa 20 m) che corre parallelamente a via Carlo Alberto, alla cui estremità sud-orientale si trovano due vani appartenenti ad un altro comparto dell'abitazione, i quali presentano interventi effettuati tra tardo antico e Alto Medioevo. La fase di IV-V secolo è attribuita da Krautheimer al momento in cui, in accordo con la testimonianza delle fonti, potrebbe essersi insediato nella domus il primo luogo di culto cristiano, successivamente azzerato per costruire la chiesa medievale. Mancano prove archeologiche puntuali.
Presso la chiesa fu riportato alla luce sul finire del XIX secolo uno dei nuclei di tombe più consistenti della necropoli dell'Esquilino; si ha notizia, inoltre, della presenza di sepolture arcaiche (in sarcofago o arca) anche nei sotterranei dell'edificio, il quale insiste su cave di tufo (latomiae) di incerta datazione. Nel 1873 furono trovati presso la chiesa due cippi di confine (terminatio) in situ menzionanti gli Horti Tauriani ed i Calyclani, a nord di via Principe Amedeo.